# Frieda Strohmberg
Frieda Strohmberg (ur. 13 listopada 1885 w Schweinfurcie nad Menem, zm. w połowie maja 1940 pod Brukselą) – niemiecka malarka, nauczycielka rysunku.
Była córką żydowskiego bankiera Karola i Amelii z domu Silberman. Dzieciństwo spędziła w Würzburgu, kształciła się w Monachium, Brukseli i Kassel. Po skończeniu kursu pedagogicznego i uzyskaniu uprawnień do nauczania rysunku, skierowana została (jako urzędnik państwowy) do pracy w Olsztynie w Prusach Wschodnich.
W Olsztynie mieszkała w kamienicy przy ul. Langgasee (obecnie ul. Warmińska 25).
Namalowała wiele obrazów z olsztyńskimi motywami (pejzaże okolic Olsztyna, ulice i zaułki Starego Miasta, zamek) oraz liczne portrety. W zbiorach Muzeum Warmii i Mazur w Olsztynie zachowały się jej obrazy: Kościół św. Jakuba, Zamek, Pejzaż nad jeziorem Długim. Malowała w stylu impresjonistycznym. 
Jedna z wystaw jej prac miała miejsce w foyer olsztyńskiego teatru w 1925 r., a wcześniej w sali rysunkowej Luisenschulle lub w gimnazjum męskim, zwanym Oberrealschule.
W czasie pobytu w Olsztynie zaprzyjaźniła się z Benno Böhmem, nauczycielem łaciny w olsztyńskim gimnazjum. 
W 1927 r. wyjechała z Olsztyna do Berlina, gdzie wyszła za mąż za stomatologa Alberta Jakoby. Korespondowała ze swoją uczennicą, a późniejszą przyjaciółką – Ingrid Andersson (była to córka Szweda i Warmiaczki, malarka, która ukończyła Akademię Sztuk Pięknych w Królewcu). Po serii żydowskich pogromów, Strohmberg przeniosła się do Brukseli (prawdopodobnie w 1936). Wraz z mężem zginęła w 1940 r., podczas ucieczki przed Niemcami atakującymi Belgię, próbując przedostać się do Francji.